# Marigot de Guilor
Der Marigot de Guilor oder Marigot de Djilor ist ein rechter Nebenfluss des westafrikanischen Saloum-Flusses in Senegal.

## Geographische Lage
Das Quellgebiet des Marigot de Guilor liegt in der senegalesischen Region Thiès. Sein Oberlauf hat den Charakter eines Trockentals, das nur in der Regenzeit Wasser führt. Im Unterlauf macht sich im Gebiet der Gemeinden Djilasse und Fimela die vom Saloum-Delta landeinwärts drängende Gezeitenströmung bemerkbar, die das Gewässerbett auf meistens 300 Meter Breite auswäscht, die Ufer zusätzlich mit einem Mangrovengürtel amphibisch gestaltet und sich durch geringes Gefälle oberhalb von Fimela, dem Hauptort der Gemeinde, nach Osten verzweigt. So verbindet sich das Wasser des Marigot de Guilor mit dem des östlich benachbarten Marigot de Faoye und umspült die Insel Mar Lodj mäandrierend, um mit zwei Armen in den Saloum zu münden.
Der mündungsfernste Talschluss mit dem längsten Talweg, der sich aus der Satellitenpersektive erkennen lässt, liegt fünf Kilometer südlich von Sandiara. Das Quellgebiet ist Luftlinie 43 Kilometer nördlich der unteren Mündung in den Saloum-Hauptarm zu finden.
Seinen Namen leitet das Gewässer von dem Dorf Djilor (oder Guilor) ab, das dem Hauptort Fimela südlich benachbart liegt. Der Zusatz Marigot meint eigentlich ein kleines stehendes Gewässer temporärer Art, wird aber besonders im Küstengebiet des frankophonen Afrika als Synonym für Bolong benutzt.
Durch die Nähe des UNESCO-Welterbes Saloum-Delta mit seinen Natur- und Kulturschätzen ist die Schiffbarkeit im Unterlauf des Marigot de Guilor mit Booten für den Ökotourismus wirtschaftlich von Bedeutung, der von den zahlreichen in der Region tätigen NGOs und internationalen Organisationen gefördert wird. Touristische Zentren sind besonders die auf dem Landweg gut erreichbaren Ufersiedlungen Fimela, Djilor (Guilor) und Ndangane sowie die Dörfer der Insel Mar Lodj.